# Astabed
Astabed fou un càrrec de la cort sassànida d'existència dubtosa. Se sap que el van portar tres persones, però per dues fonts siríaques, que podrien tenir un origen únic i que haurien confós astabed (segons Josuè l'Estilita, equivalent a magister militum o comandant en cap de l'exèrcit) amb aspahbed (cap de l'exèrcit o cap de la cavalleria). Les tres persones que el van portar foren:
- El general Bōē, nomenat per Cobades I per acordar un armistici amb el general romà d'Orient Celer (505). Va morir el mateix any abans d'arribar a un acord. Els romans d'Orient l'anomenen Aspebedes (Procopiu a De Bello Persico 1.9.24), Aspetios (Theofanes, Chronography, 1838, I, p. 228), o Aspevedes (Foci, Bibliotheca  63), mentre Josuè l'Estilita l'anomena Astabed (siríac Astabid, també a Zacaries el Rector)
- Un general que va substituir l'anterior, de nom desconegut, que va signar l'armistici (506).
- Un general nomenat el 527 per Cobades I per negociar amb Hipati o Hipaci i Farsman (Farasmanes) representants de l'emperador. se segurament el mateix que l'anterior.

També el va portar un alt oficial que va dirigir un exèrcit contra els romans d'Orient al nord de Mesopotàmia uns anys després però se suposa que encara fou el mateix personatge.